# Bill de Blasio
Bill de Blasio (Engelse uitspr.: /dɪˈblɑːzioʊ/), geboren als Warren Wilhelm jr. (New York, 8 mei 1961), is een Amerikaans politicus van de Democratische Partij. Van 1 januari 2014 tot en met 31 december 2021 was hij de burgemeester van New York. Hij was de eerste Democratische burgemeester van de stad sinds 1993. Voordien was hij de Public Advocate van de stad, de ombudsman tussen het kiespubliek en het stadsbestuur.

## Biografie
De Blasio werd geboren als Warren Wilhelm junior, als zoon van Maria de Blasio en Warren Wilhelm, een legerofficier. Zijn vader had Duitse voorouders en zijn moeder was de dochter van Italiaanse immigranten uit Sant'Agata de' Goti (waar de naam 'De Blasio' met een hoofdletter gespeld wordt). Bill de Blasio werd in Manhattan geboren maar groeide op in Cambridge (Massachusetts). Toen hij acht was, scheidden zijn ouders. Sindsdien groeide hij op bij zijn moeder en haar familie. In 1983 veranderde hij zijn naam officieel naar 'Warren de Blasio-Wilhelm'. Enkele jaren later zou hij de kortere naam 'Bill de Blasio' beginnen te hanteren. Pas in 2002 werd dat ook zijn officiële naam.
De Blasio studeerde aan de New York University, waar hij een bachelordiploma haalde, en aan Columbia, waar hij een master in internationale betrekkingen haalde. In 1981 ontving hij een prestigieus Harry S. Truman Scholarship.

### Begin van zijn carrière
Zijn eerste baan was bij het Urban Fellows Program van het New York City Department of Juvenile Justice in 1984. In 1987, kort na zijn opleiding aan Columbia voltooid te hebben, ging hij aan de slag als politiek organisator voor het Quixote Center in Maryland. In 1988 reisde hij met die organisatie naar Nicaragua om er gedurende tien dagen voedsel en geneesmiddelen uit te delen tijdens de Nicaraguaanse revolutie. De Blasio stond destijds achter de socialistische Sandinisten, terwijl de toenmalige Amerikaanse regering onder leiding van Ronald Reagan hun tegenstanders, de Contra's, steunde.
De Blasio verhuisde naar New York, waar hij voor een nonprofit werkte die streefde naar betere gezondheidszorg in Midden-Amerika. Hij zette zijn eerste stappen in de Amerikaanse politiek toen hij zich als vrijwillig coördinator aanmeldde bij het campagneteam van David Dinkins tijdens de burgemeestersverkiezing van 1989. Na de verkiezing kreeg De Blasio een baan in het stadhuis. Daar leerde hij zijn echtgenote, activiste en dichteres Chirlane McCray, kennen. Het stel heeft twee kinderen, Dante en Chiara, en woont in Park Slope (Brooklyn).
In 1997, tijdens Bill Clintons presidentschap, werd hij aangesteld als regionaal directeur van het ministerie van Volkshuisvesting en Stedelijke Ontwikkeling voor New York en New Jersey. In 1999 werd hij verkozen tot lid van Community School Board 15. In 2000 was Bill de Blasio Hillary Clintons campagnemanager voor een succesvolle senaatsverkiezing.

### Gemeenteraadslid
In 2001 besloot hij zich kandidaat te stellen namens het 39e district voor de New York City Council. Hij won na een felle strijd de voorverkiezing met 32% van de stemmen en versloeg vervolgens zijn Republikeinse tegenstander met 71% van het stemmentotaal. In 2003 werd hij gemakkelijk herverkozen en in 2005 haalde hij zelfs 83% van de stemmen.
Als gemeenteraadslid stelde hij wetgeving op om discriminatie van verhuurders tegen inwoners met federale woonsubsidies tegen te gaan. Hij zette zich ook in voor een wet die New Yorkers met een laag inkomen en met hiv of aids betere woonmogelijkheden biedt. Als hoofd van de commissie algemeen welzijn schaarde hij zich achter een wet tegen de discriminatie van transgenders en wist hij een wet goed te keuren die wettelijk samenwonende homoseksuele stellen dezelfde wettelijke voordelen geeft als heteroseksuele stellen. De commissie keurde tijdens De Blasio's termijn ook een wet goed die de toegang tot overheidsdiensten moet vergemakkelijken voor niet-Engelstalige New Yorkers.

### Public Advocate
Op 3 november 2009 werd hij verkozen tot Public Advocate van de stad New York. Deze functie oefende hij uit van 1 januari 2010 tot 31 december 2013. Dit ambt dient als rechtstreekse link tussen het kiespubliek (de inwoners) en het stadsbestuur. Gedurende zijn ambtstermijn bekritiseerde De Blasio vooral het onderwijs- en huisvestingsbeleid van toenmalig burgemeester Michael Bloomberg.

### Burgemeester
Bill de Blasio werd bij de burgemeestersverkiezingen van 2013 verkozen tot burgemeester van New York als opvolger van Michael Bloomberg. Hij won in de voorverkiezingen van onder anderen Bill Thompson, Christine Quinn, John Liu en Anthony Weiner en nam het in de eigenlijke verkiezing op tegen de Republikein Joe Lhota. De Blasio behaalde ruim 73% van het stemmentotaal. Hij werd op 1 januari 2014 even na middernacht beëdigd als 109e burgemeester van New York. Daarmee kreeg de stad voor het eerst in twintig jaar weer een Democraat als burgemeester. Bij de burgemeestersverkiezingen van 2017 nam De Blasio het op tegen de Republikeinse kandidaat Nicole Malliotakis en werd hij met ruim 66% van de stemmen herkozen. Zijn tweede termijn liep tot en met 31 december 2021. Hij werd opgevolgd door Eric Adams.